# Bomolocha pictalis
Bomolocha pictalis är en fjärilsart som beskrevs av Paul Dognin 1914. Bomolocha pictalis ingår i släktet Bomolocha och familjen nattflyn. Inga underarter finns listade i Catalogue of Life.